# Рано-Кау

Рано-Кау (внизу) на карте острова Пасхи

Вид кратера вулкана Рано-Кау

Рано-Кау — потухший щитовидный вулкан на острове Пасхи, Чили. Его форма — пологий щит с большим кратером, имеющим 7 озёр. Юго-западный склон разрушен, образуя мыс южный. По склонам идут многочисленные шоссе. Ближайшее поселение — Матавери.